# Зорбас, Йоргис
Йоргис Зорбас (греч. Γιώργης Ζορμπάς) (1867—1941) — шахтёр из Македонии, Греция, прототип вымышленного Алексиса Зорбаса, героя всемирно известного романа «Невероятные похождения Алексиса Зорбаса» Никоса Казандзакиса и фильма «Грек Зорба» (1964) Михалиса Какояниса по этому роману.

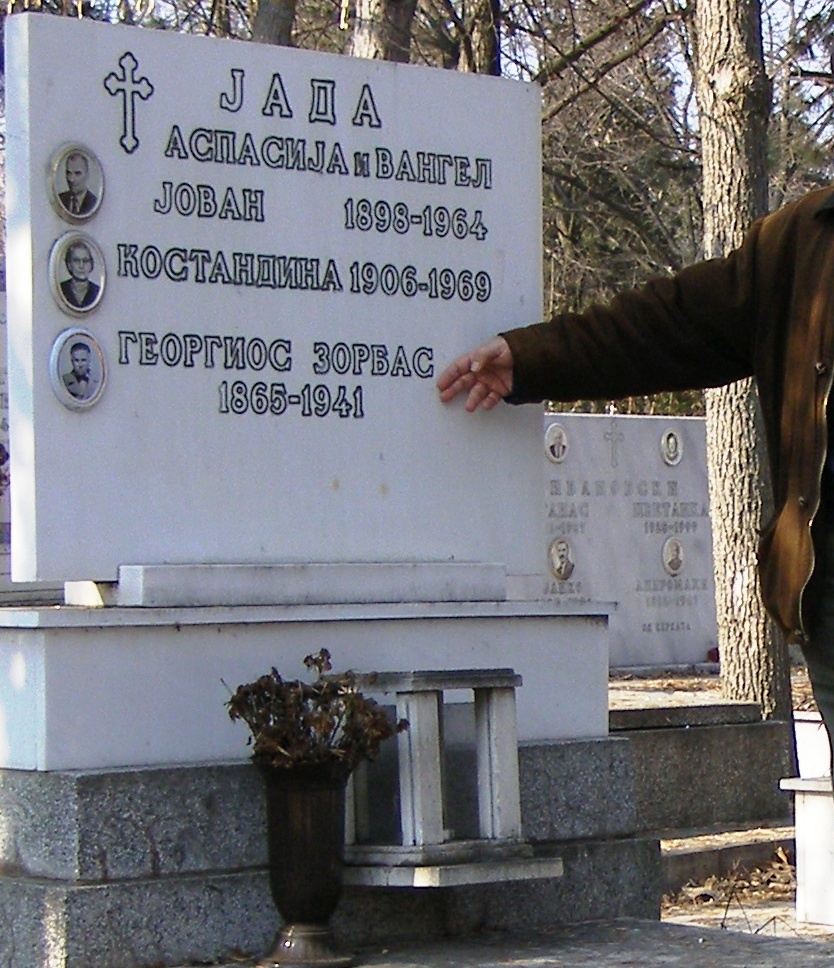
Могила Йоргиса Зорбаса

## Биография
Йоргис Зорбас родился в селе Ливади, Пиерия, Западная Македония, на тот момент Османская империя, в семье Фотиоса Зорбы (Φώτης Ζορμπάς), богатого помещика и скотовладельца. Он работал пастухом в Катафийоне, дровосеком, а затем уехал в Палеохори, муниципалитет Колиндрос, Халкидики, где и провел самые значительные годы жизни, 1889—1911.
Там Зорбас работал шахтером во французской горнодобывающей компании и подружился с мастером, Янисом Калкунисом (Γιάννης Καλκούνης). Он «сбегает» с его дочерью Еленой, женится на ней и у них рождается восемь детей. Война приносит большие страдания его семье, усугубившиеся смертью жены. После всего этого, он покидает Палеохори и перебирается в Элефтерохори, Пиерия, в 8 км от Колиндроса, где живёт его брат Янис, доктор.
В 1915 году он решает стать монахом и отправляется на Святой Афон. Именно там он встречает Никоса Казандзакиса, и они становятся близкими друзьями. Вместе они направляются работать шахтерами на шахту в Прастова.
Вдохновленный историей Зорбаса, Казандзакис позже пишет книгу «Жизнь и похождения Алексиса Зорбаса», которая затем переводится на английский язык как «Грек Зорба». По её мотивам снят оскароносный фильм «Грек Зорба» (1964), где роль Зорбы сыграл Энтони Куинн.
Насыщенная жизнь Зорбаса закончилась в деревне недалеко от сегодняшнего Скопье, где он поселился, женился и имел детей. Он умер в 1941 году и был похоронен на кладбище в Бутеле, Скопье, Королевство Югославия (ныне Северная Македония).
Его правнуком является известный греческий рок-музыкант Павлос Сидиропулос.